# Спорт в Молдове
Национальный олимпийский комитет Молдовы, как независимого государства, был создан в 1991 году и признан МОК в 1993 году.
Спортсмены Молдовы обычно выступают на международных соревнованиях по велосипедному и конному спорту, плаванию, академической гребле и гребле на байдарках и каноэ, боксу, лёгкой и тяжёлой атлетике, стрельбе из лука, футболу, современному пятиборью, биатлону и парусному спорту.

## Участие в Олимпийских играх
Молдавские спортсмены участвовали в Олимпийских играх 1960, 1968, 1972, 1976, 1980, 1988 в составе сборной команды СССР. В 1992 году они входили в Объединённую команду. Первую серебряную олимпийскую медаль на 1960 году получил молдавский легкоатлет Гусман Косанов в эстафете 4×100 м. Первой олимпийской чемпионкой в 1980 году стала Лариса Попова-Александрова в академической гребле (двойка парная). В 1988 году каноист Николай Журавский завоевал 2 золотые медали.
В 1992 году на Олимпийских играх в Барселоне молдавский тяжелоатлет Фёдор (Тудор) Касапу завоевал золотую медаль в полусреднем весе.
Впервые команда Молдовы как независимого государства выступила на Олимпиаде 1996 в Атланте.
| Игры                  | Золото | Серебро | Бронза | Всего |
| --------------------- | ------ | ------- | ------ | ----- |
| 1996 Атланта (летняя) | 0      | 1       | 1      | 2     |
| 2000 Сидней (летняя)  | 0      | 1       | 1      | 2     |
| 2004 Афины (летняя)   | 0      | 0       | 0      | 0     |
| 2008 Пекин (летняя)   | 0      | 0       | 1      | 1     |
| 2012 Лондон (летняя)  | 0      | 0       | 2      | 2     |
| Итого                 | 0      | 2       | 5      | 7     |

## Футбол
Наиболее известными клубами являются «Милсами», «Дачия», «Зимбру» и «Шериф». Существует также национальная сборная. Самые известные футболисты: Раду Ребежа, Александр Епуряну, Александр Гацкан, Сергей Ковальчук, Сергей Николаевич Лащенков, Валерий Катынсус.